# Sub Zero Project
Sub Zero Project är en nederländsk hardstyle-duo som består av Thomas Velderman och Nigel Coppen. De producerar och spelar rawstyle, en stil av hardstyle.
Duon har uppträtt på flera stora musikfestivaler, några av dem är Qlimax, Defqon. 1, Tomorrowland och Q-Dance.

## Historia
Ursprungligen gick Coppen under artistnamnet Sub Zero. När han kom i kontakt med Thomas Velderman via YouTube började båda hjälpa varandra med sina projekt. De bestämde sig för att gå samman och "Project" lades till i namnet "Sub Zero" för att klargöra att de nu var en duo. 
När de släppte sin låt "The Project" år 2017 blev de kända inom hardstylescenen. Deras unika ljud var att blanda psy-stilljud med hardstyle-element. Vid sin första spelning målade de sina ansikten med sin logotyp.
År 2018 producerade duon en hyllningssång till Qlimax 2018 på uppdrag av Q-Dance, med namnet "The Game Changer".

## Diskografi
Duons album.

### 2019
- Tombs of Immortality
- Patient Zero
- Darkest Hour
- The Contagion
- Break The Game
- Be My Guide
- Call Of The Sacred
- Amen
- The Source
- All Night
- The Solution
- Heroes Of The Night

### 2018
- The XPRMNT
- We Are The Fallen
- Rockstar
- The Game Changer
- Unity
- March Of The Rebels

### 2017
- Basstrain
- DSTNY
- Stand Strong
- The Project
- DRKNSS

### 2016
- Let The Pistol Go
- Raise Your Fist
- Headbanger
- Metldown

### 2015
- Hit The Funk
- This Is Madness
- Oh My God That's The Funky Shit!
- Hell On Earth
- Get Your Hands Up